# Galicia Occidental
Nueva Galicia o Galicia Occidental (en polaco: Nowa Galicja o Galicja Zachodnia; en alemán: Neugalizien o Westgalizien) fue una región administrativa de la monarquía Habsburgo austríaca, constituida por los territorios anexados en el curso de la Tercera Partición de Polonia en 1795. 
Después del fracaso del levantamiento de Kościuszko de 1794, el emperador Francisco II de Habsburgo acordó con la emperatriz Catalina II de Rusia otra vez dividir y con ello abolir completamente los restos de la Mancomunidad Polaca-Lituana, una decisión a la que se unió Prusia el 24 de octubre de 1795. Austria, que no había participado en la Segunda Partición, ahora recibió una porción que comprendía los territorios al norte del Reino de Galicia y Lodomeria ganados en la Primera Partición de 1772. Los Habsburgo entonces ocuparon enteramente la Polonia Menor, que se extiende a lo largo del alto río Vístula hasta las puertas de Praga y Varsovia, formando los afluentes Bug y Pilica la frontera norte con Nueva Prusia Oriental.
En 1803 fue fusionada con el Reino de Galicia y Lodomeria, pero retuvo cierta autonomía. Permaneció como un territorio del Imperio austríaco incluso cuando en 1807 Napoleón I de Francia creó el Ducado de Varsovia de los territorios de la Gran Polonia que Prusia se había anexado en la Segunda y Tercera Partición y que ahora estaba forzado a renunciar de acuerdo con el Tratado de Tilsit. Austria perdió Nueva Galicia en la Guerra de la Quinta Coalición en 1809, después que un cuerpo bajo las órdenes del Archiduque Fernando Carlos José de Austria-Este el 15 de abril de 1809 empezara la Guerra austro-polaca con la invasión del Ducado de Varsovia. A pesar de los planes del duque de moverse en él como un liberador nacional fue desafiado por las fuerzas del Príncipe Józef Antoni Poniatowski en la Batalla de Raszyn. Austria fue finalmente derrotada en la Batalla de Wagram el 6 de julio, desde cuando Nueva Galicia fue añadida al Ducado de Varsovia por el Tratado de Schönbrunn.
Con el Acto Final del Congreso de Viena en 1815 el territorio se convirtió en parte de la Polonia del Congreso, gobernado en unión personal por el emperador Alejandro I de Rusia, mientras que Cracovia (Kraków) nominalmente retuvo su independencia como la Ciudad Libre de Cracovia.

## Administración
Desde 1797 la sede del gobierno local (Gubernium) fue situada en Kraków (Cracovia). La provincia fue dividida en doce distritos:
| - Biała Podlaska - Chełm - Józefów - Kielce - Końskie - Kraków | - Lublin - Łuków en Radzyń Podlaski - Mińsk en Wiązowna - Radom - Sandomierz, desde 1798 en Opatów - Siedlce |

## Código civil
Fue introducido un código civil en Galicia Occidental, antes de la introducción del Código Civil Austríaco en 1811. Este contenía poco sobre cómo resolver problemas de la clase feudal y estaba basado en las leyes de la naturaleza.